# Marc-André Cliche
Marc-André Cliche (* 23. März 1987 in Rouyn-Noranda, Québec) ist ein ehemaliger kanadischer Eishockeyspieler, der im Verlauf seiner Karriere unter anderem für die Los Angeles Kings und Colorado Avalanche in der National Hockey League gespielt hat. Cliche galt als defensiv orientierter Stürmer, der zumeist in der vierten Reihe sowie im Unterzahlspiel eingesetzt wurde.

## Karriere

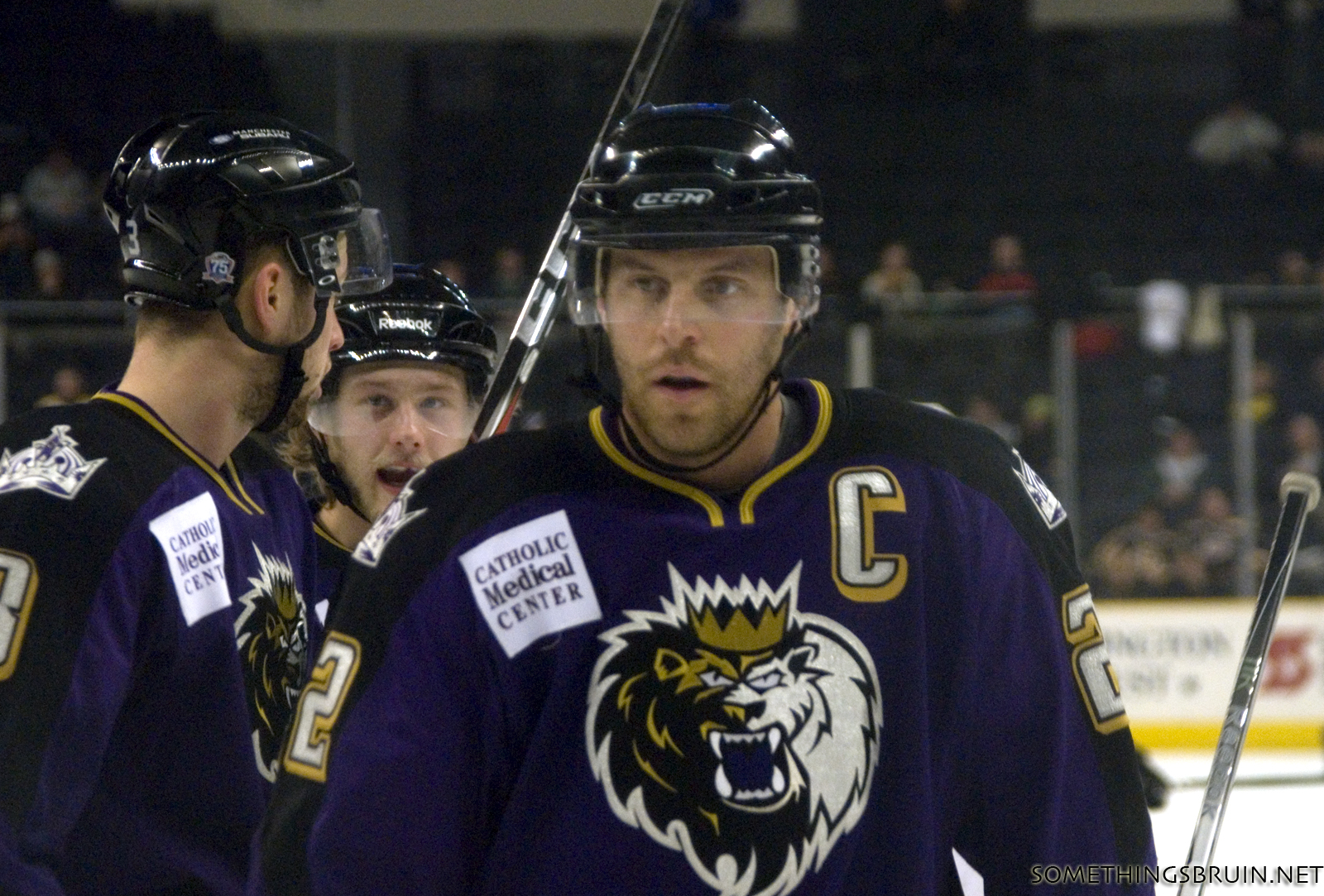
Marc-André Cliche als Kapitän der Monarchs (2011)

Cliche begann seine Karriere in der Saison 2003/04 bei den Lewiston MAINEiacs in der kanadischen Juniorenliga Ligue de hockey junior majeur du Québec, wo er in den folgenden vier Spielzeiten auf dem Eis stand und zuletzt sogar als Mannschaftskapitän fungierte.
Nachdem sich die New York Rangers aus der National Hockey League im Rahmen des NHL Draft 2005 die Transferrechte am Kanadier gesichert hatten, wurde er im Februar 2007 infolge eines größeren Spieleraustausches zum Ligakonkurrenten Los Angeles Kings transferiert. Dort wurde der Angreifer in den folgenden sechs Jahren fast ausschließlich im Farmteam Manchester Monarchs in der American Hockey League eingesetzt, sein erstes und einziges NHL-Spiel für die Kings machte er in der Saison 2009/10. Auch bei den Monarchs zeigten sich Cliches mannschaftsinterne Führungsqualitäten, sodass er zwischen 2010 und 2013 dort ebenfalls das Kapitänsamt innehatte.
Zur Saison 2013/14 nahm die Colorado Avalanche den Rechtsschützen unter Vertrag und Cliche konnte sich dort auf Anhieb im NHL-Stammkader etablieren, wodurch sein Vertrag in Colorado im Sommer 2014 um zwei Jahre verlängert wurde.
Im Februar 2016 wurde Cliche im Tausch für Taylor Beck an die New York Islanders abgegeben. Dort kam er ausschließlich in der AHL bei den Bridgeport Sound Tigers zum Einsatz, ehe er im Juli 2016 als Free Agent einen nur für die AHL gültigen Vertrag bei den Toronto Marlies unterzeichnete.

### International
Cliche debütierte auf internationalem Niveau mit dem Team Canada Québec bei der World U-17 Hockey Challenge 2004 und gewann dort die Bronzemedaille. Zudem errang er mit der kanadischen U20-Auswahl bei der U20-Weltmeisterschaft 2007 die Goldmedaille.

## Erfolge und Auszeichnungen
- 2004 Bronzemedaille bei der World U-17 Hockey Challenge
- 2007 Goldmedaille bei der U20-Weltmeisterschaft
- 2007 Coupe-du-Président-Gewinn mit den Lewiston MAINEiacs
- 2007 Trophée Guy Carbonneau